# Krzysztof Dziemaszkiewicz
Krzysztof „Leon” Dziemaszkiewicz (ur. 15 lipca 1963 w Lipianach) – performer, choreograf, twórca obiektów i form przestrzennych.

## Życiorys
W latach 1970–1978 uczęszczał do szkoły podstawowej nr 3 w Pyrzycach, a następnie do miejscowego liceum ogólnokształcącego (1978 – 1982). W latach 1982–1986, aby uniknąć służby wojskowej, był studentem na Wydziale Ekonomiki Produkcji Uniwersytetu Gdańskiego, a w 1987 r. symulował chorobę psychiczną.
W czasie studiów brał aktywny udział w artystycznym życiu studenckim, szczególnie sopockim, ponieważ wówczas mieszkał w Domu Studenckim nr 7 przy ulicy Armii Krajowej 111 w Sopocie. Związany był z kultowym Klubem „Łajba” w Sopocie, gdzie koncertowały takie alternatywne zespoły, jak np. Biafro Larry’ego OK Ugwu. Przy Akademickim Centrum Kultury UG, działał Akademicki Ośrodek Teatralny, zlokalizowany również przy klubie studenckim „Łajba”. W latach 1984–1986 kierownikiem AOT został Marek Gałązka, który powołał Teatr UG „Warunkowy”. 27 listopada 1984 r. odbyła się premiera spektaklu w reżyserii Gałązki pt. „Niedokończone fragmenty”, w którym  wystąpił w roli Karnaka. W tym czasie realizował liczne happeningi i akcje uliczne, m.in. spektakl „Tak zwana ludzkość w obłędzie, czyli krótka rzecz o erotyzmie” na podstawie S.I. Witkiewicza z Mirosławem Pawlikiem.
23 kwietnia 1986 r. w auli 037 Uniwersytetu Gdańskiego odbyła się akcja inaugurująca działalność Tranzytoryjnej Formacji Totart pt. „Miasto-Masa – Masarnia”, w której wziął aktywny udział jako męska część „Pary z Napadami Histerii”.
W latach 1986–1988 współpracował z Mirosławem Judkowiakiem, związanym z Poradnią Zdrowia Psychicznego w Gdyni, przy której działał Klub Miłośników Sztuki, założony przez Magdalenę Tyszkiewicz. W 1986 r. w Akademickim Klubie Politechniki Gdańskiej „Kwadratowa” odbyła się premiera spektaklu „Christophelia Gloria” Mirosława Judkowiaka z udziałem m.in. Dziemaszkiewicza. Kolejny pokaz miał miejsce 29 lub 30 listopada tego samego roku w ramach XXX Spotkań Jesiennych w gdańskim Klubie Studentów Wybrzeża „Żak”.
W latach 1987–1995 związany był z Teatrem Ekspresji, w którym był tancerzem i asystentem choreografa i reżysera Wojciecha Misiuro. Brał udział we wszystkich realizacjach scenicznych i filmowych teatru oraz w festiwalach krajowych (m.in. Warszawskie Spotkania Teatralne, Łódzkie Spotkania Baletowe, Spotkania Teatru Wizji i Plastyki w Katowicach, Festiwal Teatru Otwartego we Wrocławiu), jak również w tych zagranicznych (Edynburg, Szkocja, 1992; Spoleto Festival, USA, 1992; Włochy, 1993; Istambuł, Turcja, 1994). Natomiast w latach 1995–1999 nadal współpracował z Teatrem Ekspresji, nie będąc już oficjalnym członkiem zespołu. „De Aegypto – opera egipska” to tytuł spektaklu telewizyjnego w wykonaniu Teatru Ekspresji Wojciecha Misiuro w reżyserii Jolanty Ptaszyńskiej, wyprodukowanego przez Studio Form Telewizyjnych II programu Telewizji Polskiej w 1995 r. był tancerzem oraz asystentem reżyserki filmu.
Ze S.F.I.N.K.S., czyli Sopockim Forum Integracji Nauki, Kultury i Sztuki związany jest od początku, czyli 1991 r., kiedy odbyła się pierwsza impreza – „Bal na gruzach”.  Nieprzerwanie współpracuje z grupą artystek i artystów skupiających się wokół „Sfinksa”, biorąc udział w ich projektach artystycznych. W tym czasie stworzył choreografie dla sfinksowych pokazów mody, happeningów, przedstawień i innych projektów (m.in. „Dni Sopotu w Berlinie”, „Sfinksowski Poloński Paradski-Varsovia Galopka”, „Świątynia Sztuk Wszelkich”). W 2010 roku grupa związana z Forum opuściła siedzibę przy ulicy Mamuszki 1, kontynuując swoją działalność. Obecnie w tym budynku znajduje się klub Sfinks 700, z którym okazjonalnie współpracuje.
Nieprzerwanie od 1995 r. prowadzi autorski teatr Patrz Mi Na Usta, w którym pełni rolę reżysera, choreografa i tancerza. Ideą teatru jest kolektywne działanie. Wśród artystek i artystów współpracujących z teatrem znajdują się: Bożena Eltermann (Teatr Cynada), Marek Kakareko, Anna Steller (Good Girl Killer) i Bożena Zezula (LipZezRew) oraz Milena Czernik (LipZezRew), Magdalena Jędra (dawniej Plastique Dod, obecnie Good Girl Killer), Jacek Krawczyk (Teatr Okazjonalny), Magda Frąckiewicz, Krzysztof Czerny, Przemek Szalecki, Krystian Wołowski. Wyróżniającą cechą przedstawień Teatru jest ich interdyscyplinarności łącząca elementy tańca, performance, muzyki i sztuk wizualnych. Istotnym wątkiem poruszanym w spektaklach jest „płynność tożsamości płciowej”, która jest stale modyfikowana i ulega metamorfozie, wpisując się w estetykę queer. Początkowo teatr Patrz Mi Na Usta działał w Gdańsku, a od 1997 r., po przeprowadzce Dziemaszkiewicza do Niemiec – w Berlinie.

Okazją do podróży do Berlina był casting prowadzony przez Teatr „Moving M3”, który Dziemaszkiewicz wygrał i wkrótce rozpoczął współpracę z Teatrem jako performer, choreograf i reżyser, działając w jego strukturach w latach 1996 – 1999. Jak wspomina założycielka Teatru Astrid Alexa Volker:  
„W ciągu pierwszych kilku lat po upadku muru berlińskiego wiele budynków w dzielnicy Berlin-Mitte było pustych i nieużywanych. To dało mojej grupie teatralnej MOVING M3 możliwość pracy przy produkcjach dla nietuzinkowych miejsc, np. B. do Lindentunnel obok teatru Maxim Gorki lub do U + S-Bahnhof Warschauer Brücke. Wszystkie z nich były niedostępne dla publiczności. W tym czasie Berlin-Mitte był centrum przyciągania międzynarodowej sceny artystycznej, która ukształtowała moją grupę teatralną MOVING M3 i mnie. Dzięki bliskiej współpracy ze specjalistami teatralnymi z Austrii, Szwajcarii, Anglii, Belgii, Francji, Hiszpanii, Brazylii, USA i Polski odniosłam trwałe korzyści zarówno osobiste, jak i artystyczne”. 
Był choreografem pierwszej sztuki przygotowanej przez grupę teatralną „Babcia Zosia” (1998), która powstała z inicjatywy Wojciecha Stamma aka Lopez Mauser. Zespół stanowili: aktorzy – Krzysztof „Leon” Dziemaszkiewicz, Wojciech Stamm (Lopez Mausere), Leszek Oświęcimski, Roman Lipski, Andrzej Fikus „Filet”, scenograf – Roman Lipski, oraz autorka kostiumów – Lidia Visconti. 
„Wystrój sceny przenosi nas w sielankowy krajobraz polskiej wsi sprzed pierwszej wojny światowej, dziadek przed domkiem siedzi i medytuje, ptaszki pięknie śpiewają. Tylko trochę za głośno, zbyt przesadnie i technicznie te ptaszki świergocą, jakby chciały zagłuszyć wszelkie wątpliwości co do tego, że mamy tu z idyllą do czynienia. Dziadkiem siedzącym na ławeczce przed domkiem, smutnym i zamyślonym, jest sam Lopez, wcale nie przebrany, w kurtce, jakby grał samego siebie... W cywilu tym dramaturg okropnie będzie się pocił, wywijając wraz z ucharakteryzowanymi na polskich wieśniaków Romanem i Filetem tańce ludowe”.
W latach 2004–2012, jako choreograf i performer, współpracował z niemiecką artystką polskiego pochodzenia Mariolą Brillowską, z którą zrealizował szereg projektów multimedialnych.
Od 2013 r. bierze aktywny udział w alternatywnych i efemerycznych akcjach odbywających się w Berlinie i jego okolicach (m.in. Trash Era, Pornceptual, Liber Null).
Od 2016 r. jego zainteresowania artystyczne skupiają się na projektowaniu obiektów z materiałów pochodzących z recyclingu. Realizuje instalacje i formy przestrzenne w technice „tapingu”.
Prywatnie Krzysztof „Leon” Dziemaszkiewicz był w związku z artystą Manfredem Thierrym Muglerem aż do jego śmierci.

## Twórczość

### Autor obiektów i form przestrzennych
2016–obecnie
- 2016: In Progress, wystawa indywidualna, Galeria Dwie Zmiany
- 2017: Skurril aber schoen, wystawa zbiorowa, Kunstraum-Kisswerk
- 2018: Skurril aber schoen, wystawa zbiorowa, Kunstraum-Berlin
- 2018: Atman, wystawa zbiorowa, Polyphony, Berlin
- 2019: Muzeum Osobliwości vol. 7, Sfinks 700, Sopot

### Współpraca z Mariolą Brillowską
2004–2012
- 2006: h.o.n.d., Kampnagel, Hamburg
- 2006: Ritual Kanibalski de Luxe, Kampnagel, Hamburg
- 2009: Kim Hässliche Frau Schöner Mann, Kampnagel, Hamburg
- 2009: Happy, Hochschule für Gestaltung, Offenbach
- 2011: Mein Vereinigtes Universum, Volksbühne, Berlin

### Teatr Babcia Zosia, Berlin
1998, teatr Ballhaus, Kreuzberg

### Teatr Moving M3, Berlin
1996–1998 (spektakle we współpracy z Astrid Alexy Volker, założycielką teatru)
- 1996: Matrosenliebe (Marynarska miłość)
- 1997: ExCodEx
- 1997: Salz im Fleich (Sól w mięsie)
- 1998: Berlin Transport ISO

### Teatr Patrz Mi Na Usta
1995–obecnie
- 1998: Przesilenie
- 1999: Radio Metaphisick
- 2001: Narodowa Drag Queen, Klub Polskich Nieudaczników, Berlin
- 2004: Cafe Domino zaprasza
- 2005: Variete Cameleon
- 2005: Królestwo Szambalii
- 2005: Różana Góra
- 2006: Dziś są moje urodziny
- 2007: Belladonna
- 2008: Dziewczęta z Zajęczego Wzgórza (we współpracy z Anną Steller)
- 2010: Hungriege Herzen
- 2013: Strefa zagrożenia. Zostanę tutaj już na zawsze (we współpracy z Anną Steller)

- 2015:Octopus(we współpracy z Sopockim Teatrem Tańca)
- 2017: perforMIA, Miami, USA
- 2018: perforMIA, Miami, USA
- 2018: Atman(we współpracy z Anną Steller)
- 2018: performance, Nowy Jork, USA
- 2019: perforMIA, Miami, USA
- 2019: performance, Nowy Jork, USA
- 2019: performance w ramach wystawy Thierry Mugler: Couturissime, Montreal Museum of Fine Arts, Kanada
- 2019: performance w ramach wystawy Thierry Mugler: Couturissime, Kunsthal, Rotterdam, Niderlandy

- 2019: performance, Never Apart, Montreal, Kanada

- 2020: perforMIA, Miami, USA

- 2020: performance w ramach kabaretu Susanne Bartsch Bartschland Follies, McKittrick Hotel, Nowy Jork
- 2020: November 2020, performance online, Op Enheim, Wrocław

### S.F.I.N.K.S.
1991–obecnie (wybrane spektakle i happening)
- 2001: Dni Sopotu w Berlinie, Centrum Kultury Polskiej, Berlin
- 2007: Sfinksowski Poloński Paradski-Varsovia Galopka, Rio de Janeiro
- 2010: Makbet Remix, Gdańsk
- 2010: EXPO, Szanghaj
- 2011: Świątynia Sztuk Wszelkich, Gdańsk
- 2012: Sopot Art Opera, Sopot

### Teatr Ekspresji
1987–1995 (do 1999 – gościnnie)
- 1988: Umarli potrafią tańczyć
- 1989: Dantończycy
- 1990: ZUN (Zmysły Uczucia Namiętności)
- 1991: Idole Perwersji
- 1992: College No. 24
- 1994: Miasto Mężczyzn
- 1995: Pasja (wg scenariusza ks. Krzysztofa Niedałtowskiego)
- 1995: De Aegypto – opera egipska; spektakl telewizyjny
- 1997: Kantata
- 1999: Tango (wg Zbigniewa Rybczyńskiego)

## Nagrody i wyróżnienia
2011 – Nagroda Marszałka Województwa Pomorskiego
Wielokrotny laureat Stypendiów Kulturalnych Marszałka Województwa Pomorskiego i Stypendiów Artystycznych Miasta Sopot